# شرلی ولنتاین
شرلی ولنتاین (به انگلیسی: Shirley Valentine) نام فیلم کمدی-درام رمانتیکی است که در سال ۱۹۸۹ به کارگردانی لوئیس گیلبرت ساخته شد. پائولین کولینز موفق شد برای بازی در این فیلم برای دریافتِ جایزه اسکار بهترین بازیگر نقش اول زن نامزد شود.

## خلاصهٔ داستان
شرلی زن خانه‌دار میانسالی است که خانواده‌اش توجه کافی به او ندارند. او با دیوارهای آشپزخانه‌اش حرف می‌زند برای این‌که بتواند دیالوگی در خانه برقرار کند. وقتی دوستش برندهٔ یک سفر دونفره به یونان می‌شود، شرلی، بی‌شباهت به شخصیتش، به‌سرعت پیشنهاد همراهی کردنِ دوستش را قبول می‌کند.